# Église Notre-Dame de Vernantes
L'église Notre-Dame de Vernantes, transformée en mairie, se situe à Vernantes (Maine-et-Loire). Elle renferme le tombeau des seigneurs de Jalesne (XVIIe siècle). La partie la plus remarquable de ce monument, classé par les beaux arts le 17 février 1911[réf. nécessaire], est son clocher du XIIe siècle. Elle est inscrite au titre des monuments historiques en 1964.

## Architecture
À base carrée, il est percé sur chaque face de deux fenêtres ogivales à triples nervures portées sur des colonnettes à chapiteaux. Elles sont surmontées de modillons dont un est sculpté d'une fleur de lys. 

## Histoire
En 1215, l'église voisinait avec son cimetière, qui occupait l'emplacement de la nouvelle église. Là s'élevait l'orme traditionnel sous lequel, comme en bien d'autres lieux, se tenaient les assises réunies en vue de quelque acte solennel. La Charte de Guillaume des Roches précise par exemple que les témoins y apposèrent leur signature et leurs sceaux « Sous l'orme de Vernantes, devant la maison d'Étienne le Sac, près de l'église, en présence des morts et des vivants ». 
La physionomie de la façade a été profondément modifiée au cours du XIXe siècle. Jusque-là en effet, la nef principale avançait sur la place. Lorsque la foudre détacha une partie du clocher qui vint détruire en tombant, le portail et l'avancée de la nef. L'église déjà trop petite, devint insuffisante non seulement pour abriter les enfants le dimanche, mais la foule des paroissiens aux fêtes carillonnées. On construit alors en avant de l'édifice, une galerie en bois couverte en appentis. 
Cinquante ans plus tard, la galerie de bois est devenue vétuste. Le conseil municipal écarte l'idée de la reconstruire. Certains conseillers proposent la destruction de l'ancienne église et l'édification d'une église neuve au même endroit. D'autres, fort heureusement, sont d'avis contraire. Mais la discussion se prolonge de 1854 à 1867, année où, le 10 février, le conseil prend enfin la délibération suivante : la nouvelle église se trouvera au centre du bourg et sur un emplacement renfermant les cendres de beaucoup de membres de chaque famille, ce qui plait généralement aux habitants, que la place publique trop petite les jours de foire se trouvera agrandie et régularisée par la démolition de la vieille église. 
La construction de la nouvelle église commence aussitôt en 1867 pour être interrompue par la guerre de 1870-1871 pendant laquelle l'édifice en construction abrite les chevaux de l'armée. Vernantes est en effet en pleine zone de combat et un monument commémoratif érigé dans les bois avoisinants marque encore l'endroit précis où la dernière offensive des Prussiens a été repoussée. 
En 1872, les travaux reprennent pour s'achever en 1877. Dans la joie, on démolit alors l'abri de bois pourri qui servait d'église. Le chœur resté béant est muré. Et la façade est si laide qu'on la cache derrière un triple portique faisant office de parvis couvert. Lorsqu'on franchit ce parvis et qu'on entre dans le chœur devenu nef centrale, on ne trouve plus les fonts baptismaux (du XIIIe siècle, classés) qui ont été transportés à la nouvelle église, mais on découvre de belles voûtes angevines de style Plantagenêt. Le fond de la nef a été décoré, en vue de rendre le lieu plus adapté aux assises municipales, d'une colonnade de style Empire qui surprend mais ne déshonore pas l'ensemble. Les chapelles latérales ont été malencontreusement séparées du chœur par des murs de tuffeau. Dans la chapelle de droite, enlaidie d'un faux-plafond, les voûtes seront dégagées. Celle qui se trouve à gauche du chœur est flanquée en contrebas d'une petite salle des tombeaux sous laquelle existe une crypte (accessible de l'extérieur) où reposent les corps de Charles de Jalesnes, seigneur de Vernantes et dernier du nom, et de la Marquise Éléonore de Maillé-Brézé (tante du Maréchal Urbain de Maillé-Brézé, son épouse, qui résidaient de leur vivant, comme la longue lignée de leurs ancêtres, au château de Jalesne tout proche. Cette crypte vient d'être asséchée avec les fondations de l'édifice, et remise en état. Les cercueils assez endommagés qu'elle contenait ont été placés dans des coffrages de chêne surélevés. Quant à la salle des tombeaux située au-dessus, on peut y admirer l'œuvre d'un maitre inconnu du XVIIIe siècle : sommé d'un fronton brisé avec fleurons et armoiries, un cénotaphe formé d'un demi cintre armorié abrite sous une double courbe, deux admirables bustes en marbre blanc du Marquis et de la Marquise. 
Ce monument est classé depuis février 1951. Le clocher réparé une deuxième fois en 1911 et très sommairement une troisième fois en 1969, est largement fissuré et demande une réparation sérieuse. La voûte de la nef principale a été consolidée aux frais de la commune en 1974. La mise hors d'eau et la réfection des charpentes et toitures ont été entreprises dès 1975.